# Магнітний аналіз корисних копалин

Магнітні сепаратори і аналізатори для магнітного аналізу

Магн́ітний ан́аліз ќор́исних коп́алин (рос. магнитный анализ (полезных ископаемых), англ. magnetic analysis (of minerals); нім. Magnetanalyse f der Bodenschätze) — у збагаченні корисних копалин — метод вивчення магнітного фракційного складу (фракцій розподілу частинок за величиною питомої магнітної сприйнятливості), оцінки міри вилучення корисних копалин в магнітному полі з метою дослідження можливості їх магнітного збагачення або визначення показників магнітного розділення продуктів для контролю за процесом магнітного збагачення та роботою магнітних сепараторів; застосовується для оцінки якості продуктів збагачення.

## Загальний опис
Магнітний аналіз корисних копалин залежить від вкрапленості, характеру зрощення і магнітної сприйнятливості мінералів. Проводять на магнітному аналізаторі, що являє собою порожнисту скляну трубку, яка гойдається в магнітному полі. Під впливом магнітного поля приладу сильно намагнічені частинки осідають на стінки трубки між полюсами магніту, а немагнітні або слабко намагнічені виносяться потоком води («мокрий» аналіз) або випадають в іншу ємкість («сухий» аналіз). Для виділення фракцій з високою магнітною сприйнятливістю М.а. проводять в слабкому магнітному полі (до 0,2 Тл), а для слабомагнітних компонентів — в сильному (>2 Тл) полі із використанням сухих магнітних аналізаторів (переважно роликових магнітних сепараторів) для матеріалів із розміром частинок понад 50 мкм і мокрих магнітних аналізаторів — для частинок розміром менш як 50 мкм.
Магнітний аналіз застосовується для дослідження збагачуваності руд, що містять магнітні мінерали, і контролю роботи магнітних сепараторів. При зміні величини електричного струму в котушці електромагніта, а отже, й напруженості магнітного поля між його полюсами руду можна розділити на фракції з різною магнітною сприйнятливістю. Для феромагнітних мінералів (магнетиту, ільменіту та ін.) магнітна сприйнятливість залежить від напруженості магнітного поля, тому при дослідженні руди, що містить магнітні мінерали, необхідно визначити залежність між магнітною сприйнятливістю і силою струму. У цьому випадку напруженість магнітного поля є аналогом густини розділення в гравітаційних процесах. Для побудови кривих збагачуваності по нижній осі абсцис відкладають вміст магнітного компоненту (напр., заліза), а по верхній — магнітну сприйнятливість; по лівій осі ординат відкладають вихід магнітної фракції, а по правій — вихід немагнітної фракції.
Для виконання магнітного аналізу застосовують магнітні сепаратори невеликих розмірів і аналізатори (табл.).

## Приклади реалізації
- Грудкові сильномагнітні руди крупністю 1 — 50 мм піддаються магнітному аналізу з метою визначення доцільності застосування сухого магнітного збагачення, а також визначення мінімально можливого вмісту металу у відходах та можливості одержання сухого концентрату. Аналіз виконується у два етапи. На першому етапі руду крупністю до 50 мм розділяють на вузькі класи й кожний клас збагачують на сепараторі зі слабким полем, наприклад, ПБСЦ з одержанням відходів і магнітного продукту. На другому етапі виконують магнітний аналіз кожного класу відходів магнітного збагачення за допомогою ручного магніту з напруженістю магнітного поля 100 кА/м. Визначають вихід продуктів збагачення з кожного класу при зважуванні з точністю ± 0,1 г. Похибка експерименту цього методу магнітного аналізу не повинна перевищувати 5 % .
- Дрібні сильномагнітні руди (крупністю менш як 1 мм) піддаються сухому або мокрому магнітному аналізу з використанням різних апаратів (табл.). Із загальної проби відбирають наважку для аналізу і наважку для визначення вмісту загального заліза. Кінцева маса проби для магнітного аналізу залежить від вмісту магнетитового і загального заліза у вихідній пробі.
- Магнітний аналіз може виконуватися на некласифікованому матеріалі крупністю не менше 1 мм.

Пробу піддають дії ультразвуку частотою 22 кГц та інтенсивністю 23•10-4 Вт/м2 протягом 1 хв за допомогою диспергатора УЗДН-1 у склянці місткістю 0,1 дм3 при Т: Р = 1 : 3. При дослідженні сильномагнітних руд на збагачуваність аналіз проводять на аналізаторах 25Т-СЕМ та МФА. Методика досліджень полягає у наступному. Трубку аналізатора заповнюють водопровідною водою твердістю не більше 5 мг•екв/л до рівня вище полюсів магнітів та встановлюють постійну швидкість промивної води з метою підтримування постійного рівня води (вище полюсів магнітів). Включають електромагніт і регулюють струм в його обмотках до величини, що відповідає напруженості магнітного поля 88 кА/м. Підготовлену пробу рівномірно завантажують через верхній торець трубки й включають привід аналізатора. Магнітна фракція утримується магнітним полем біля полюсів, а немагнітна безперервно розвантажується у збірник. Тривалість промивки матеріалу обробленого ультразвуком складає 5 хв, а необробленого — 25 хв. Потім виключають струм і розвантажують магнітну фракцію у другий збірник. Продукти розділення зневоднюють декантацією та висушують у сушильній шафі при температурі 100 ± 5оС до постійної маси. Магнітну фракцію аналізують на магнітофугальному аналізаторі. Продукти розділення зважують, розраховують їх вихід, квартуванням відбирають проби для хімічного аналізу на загальне залізо, а з немагнітної фракції, крім того, й на магнетитове залізо. Розходження між масою вихідної проби й сумарною масою продуктів не повинно перевищувати 1,5 % щодо маси вихідної проби. Розходження між вмістом заліза у вихідному матеріалі й середньозваженим вмістом заліза у продуктах аналізу не повинно перевищувати 0,5 %. В протилежному випадку аналіз повторюють на дублікаті проби.